# Dornier Do 27
Dornier Do 27 là một máy bay tiện ích-STOL một động cơ của Đức, do hãng Dornier GmbH (sau này là DASA Dornier, Fairchild-Dornier). Nó có hình dạng cánh cao kiểu cổ, bộ bánh đáp bánh đuôi cố định.

## Lịch sử

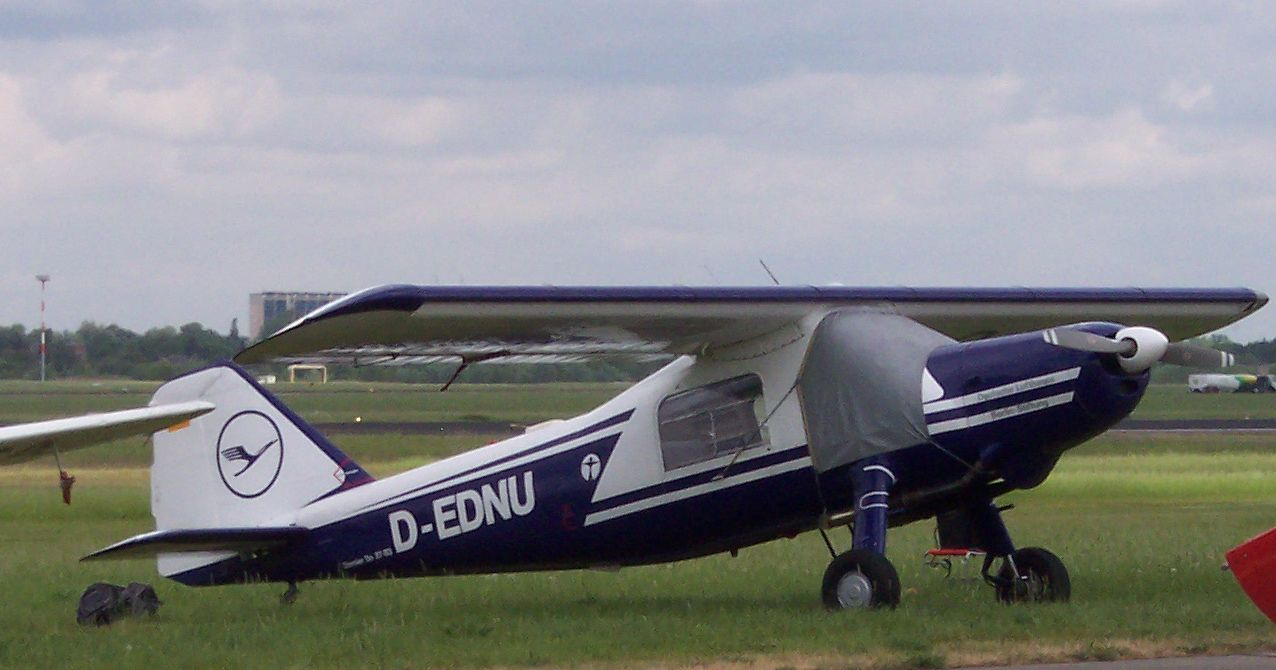
Dornier Do 27 B-3

Do 27 được phát triển từ Do 25, một máy bay được thiết kế nhằm đáp ứng nhu cầu của quân đội Tây Ban Nha về một máy bay tiện ích hạng nhẹ.
Do 27 có từ 4 đến 6 chỗ và nguyên mẫu đầu tiên thực hiện chuyến bay đầu tiên tại Tây Ban Nha vào ngày 27 tháng 6-1955. Đa số máy bay được chế tạo tại Đức, chúng bắt đầu hoạt động chính thức vào 17 tháng 10-1956. Những chiếc còn lại (50 chiếc) sẽ được sản xuất tại Tây Ban Nha bởi hãng Construcciones Aeronauticas (CASA) với tên gọi CASA-127.
Không quân Đức và Lục quân Đức đã mua tổng cộng 428 chiếc bao gồm phiên bản Do 27A và Do 27B (với hệ thống điều khiển kép).
Một phiên bản cuối cùng với những đặc điểm cơ bản nhưng trang bị với bộ bánh đáp lớn hơn được biết đến với tên gọi Do 27Q-5. Máy bay còn được thiết kế với hai phao để hạ cánh trên mặt nước gọi là Do 27S-1 và động cơ lớn hơn (340 hp Lycoming Engines GSO-480-B1B6) và một cánh quạt 3 lưỡi, phiên bản này có tên gọi Do 27H-2.
Ngoài các lực lượng quân sự của Đức và Tây Ban Nha sử dụng, một vài chiếc được chế tạo cho các quân đội khác và hoạt động dân sự.
Do 27 là máy bay đầu tiên được sản xuất hàng loạt tại Đức sau Chiến tranh Thế giới II. Nó được đánh giá có cabin tương đối rộng, thoải mái và khả năng hoạt động trên đường băng ngắn tuyệt vời.

## Các phiên bản

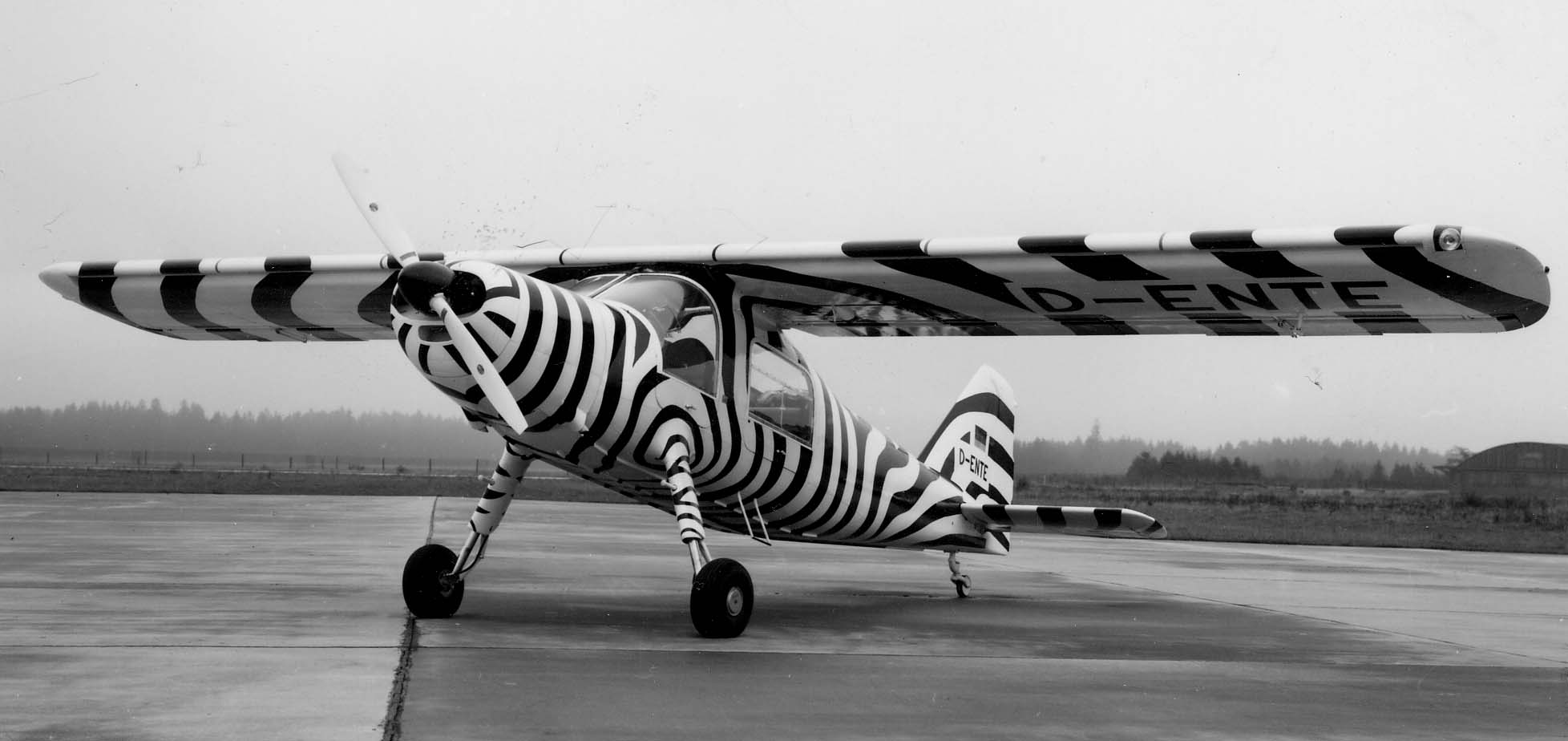
Do 27 của Bernhard Grzimek

- Do 27A: Máy bay vận tải tiện ích STOL 1 động cơ 5 chỗ ngồi.
- Do 27B: Phiên bản có hệ điều khiển kép.
- Do 27H: Phiên bản quân sự hoặc dân sự, trang bị động cơ piston 340-hp (254-kW) Avco Lycoming GSO-480.
- Do 27Q-5: Phiên bản dân sự 6 chỗ.
- Do 27Q-5(R): Phiên bản sản xuất hạn chế của Do 27Q-5.
- Do 27Q-6: Tương tự như Do 27Q-5.
- Do 27S: Phiên bản hạ cánh trên mặt nước. Chỉ có 1 nguyên mẫu được chế tạo.
- Do 27T: Một nguyên mẫu trang bị động cơ tuabin cánh quạt Turbomeca Astazou II.

## Các quốc gia sử dụng (quân sự)

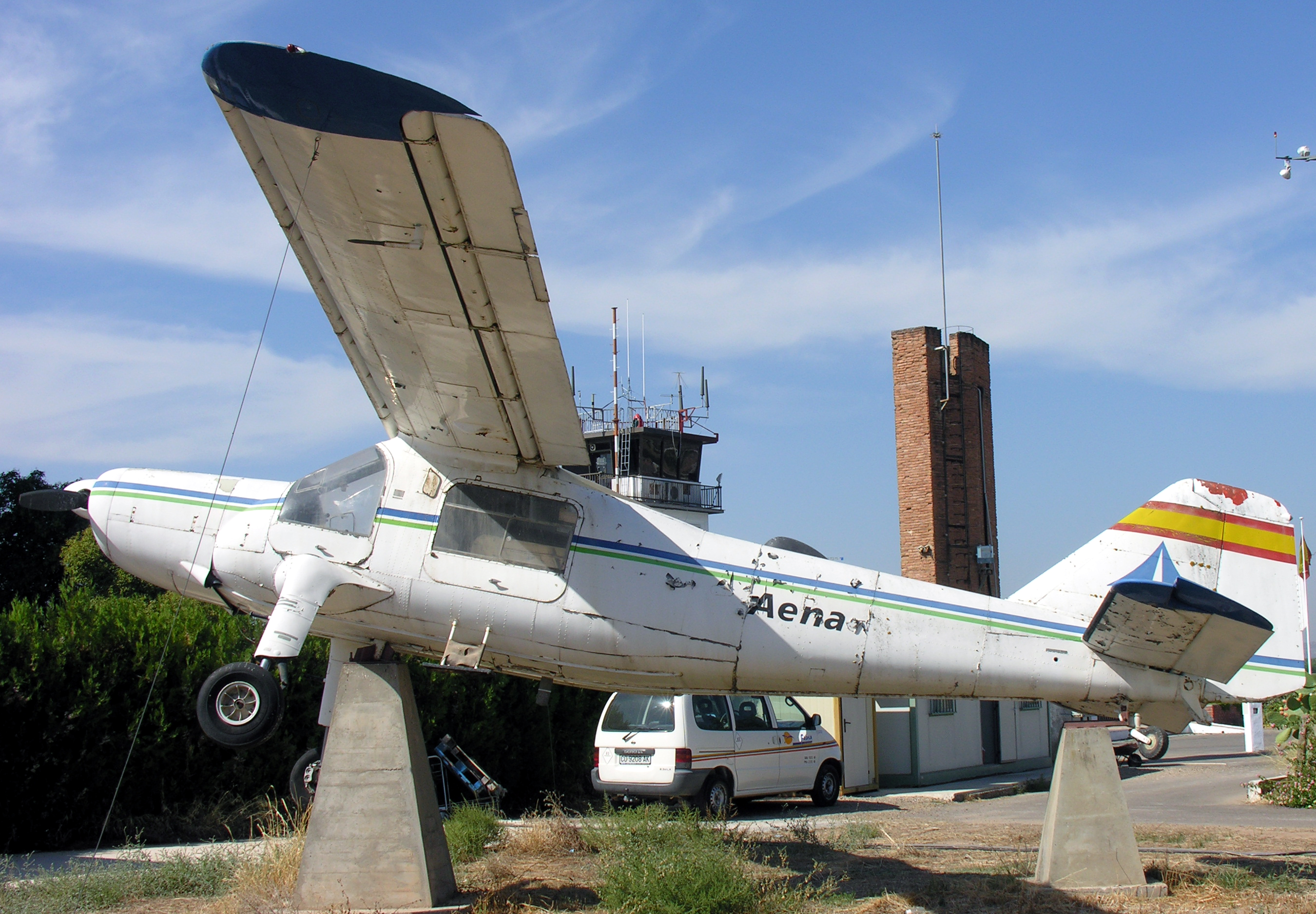
Dornier Do 27 trưng bày tại một bảo tàng

- Angola
- Bỉ
- Belize
- Burundi
- Cộng hoà Congo
- Đức
- Guiné-Bissau
- Israel
- Nigeria
- Bồ Đào Nha
- Rwanda
- Tây Ban Nha
- Sudan
- Thụy Điển
- Thụy Sĩ
- Thổ Nhĩ Kỳ

## Thông số kỹ thuật (Do 27Q-5)
Dữ liệu từ Macdonald Aircraft Handbook 

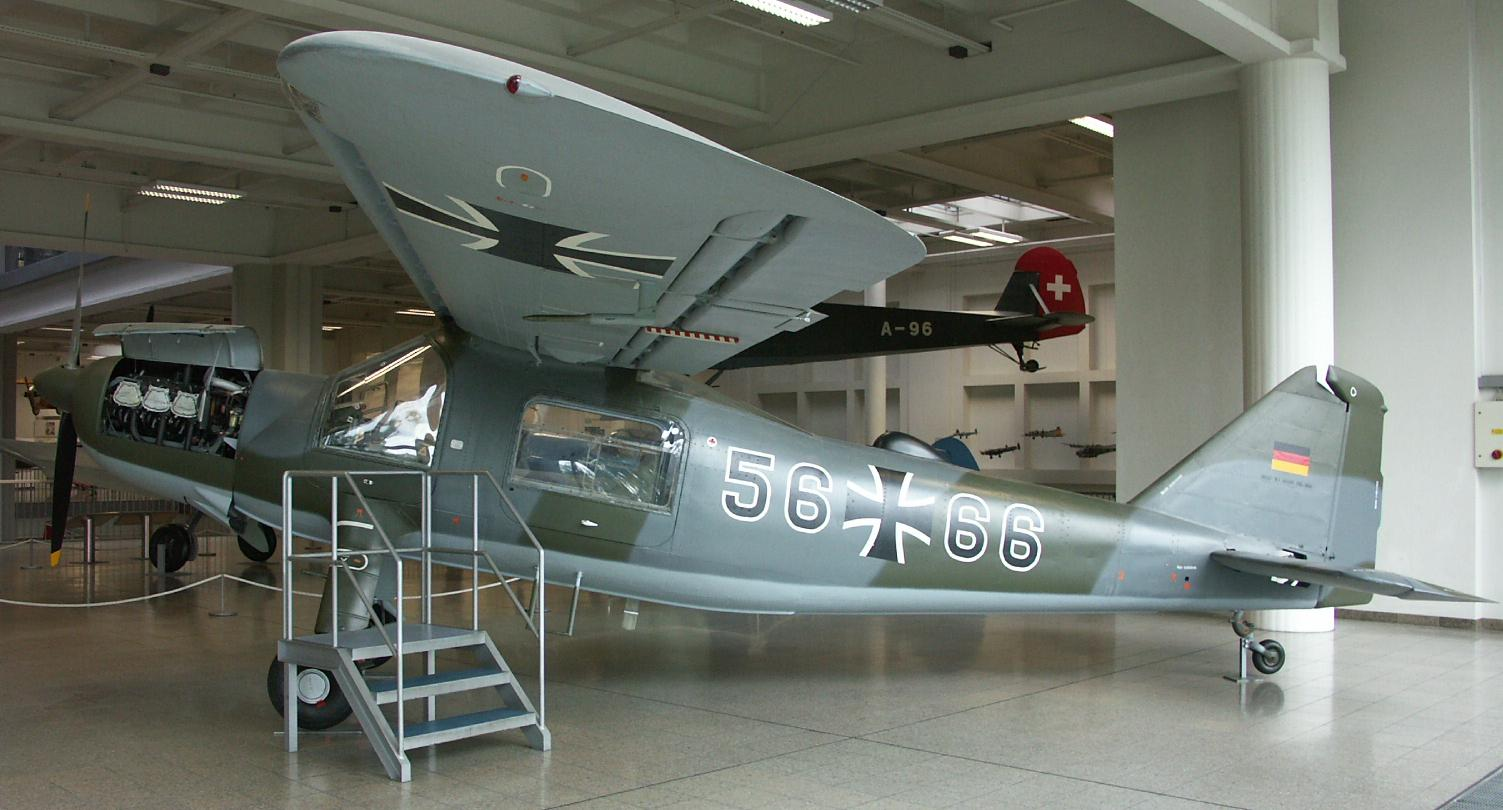
Do 27 Không quân Đức trưng bày tại Bảo tàng Đức

### Đặc điểm riêng
- Phi đoàn: 1-2
- Sức chứa: 4-6 hành khách
- Chiều dài: 9,60 m (31 ft 6 in)
- Sải cánh: 12 m (39 ft 5 in)
- Chiều cao: 2,80 m (9 ft 2 in)
- Diện tích cánh: 19,4 m² (208,7 ft²)
- Trọng lượng rỗng: 1072,8 kg (2.365 lb)
- Trọng lượng cất cánh: n/a
- Trọng lượng cất cánh tối đa: 1.850,6 kg (4.080 lb)
- Động cơ: 1× động cơ piston 6 xy lanh Lycoming GO-480-B1A6, 201,3 kW (270 hp)

### Hiệu suất bay
- Vận tốc cực đại: 232 km/h (125 knots, 144 mph)
- Vận tốc hành trình: 211 km/h (114 knots, 131 mph)
- Tầm bay: 1.287 km (695 nm, 800 miles)
- Trần bay: 3.292 m (10.800 ft)
- Vận tốc lên cao: n/a
- Lực nâng của cánh: n/a
- Lực đẩy/trọng lượng: n/a

## Nội dung liên quan

### Máy bay có cùng sự phát triển
- Dornier Do 28

### Máy bay có tính năng tương đương
- PZL-104 Wilga

### Danh sách
- Danh sách máy bay quân sự của Đức